# Kroměříž
Kroměříž (tyska: Kremsier) är en stad i Mähren i östra Tjeckien. Per den 1 januari 2016 hade staden 29 066 invånare.
Staden var tidigare känd för sin sockerfabrik, bryggerier, kvarnar, samt spannmåls- och frukthandel. Från 1620 hade staden ett jesuitkollegium. Bland stadens byggnader märks främst Kroměřížpalatset, säte för ärkebiskopen av Olomouc.